# Бій біля острова Велья-Лавелья
Бій біля острова Велья-Лавелья(яп. 第二次ベララベラ海戦|Дайнідзі Бера-Рабера кайсен) — одне з бойових зіткнень під час Тихоокеанської кампанії. Сталося 6 жовтня 1943 року поблизу острова Велья-Лавелья, що входить в архіпелаг Соломонові острови.

## Передісторія
Після поразок у битві на острові Нью-Джорджія і в затоці Велья японці почали евакуацію своїх гарнізонів з Соломонових островів. У містечку Хораниу, у північній частині Велья-Лавелья було розгорнуто базу евакуації, де залишалося ще близько 600 солдатів. Для їхньої евакуації був направлений конвой під командуванням контр-адмірала Мацудзі Ідзюїна. У конвой входили 9 есмінців ("Югумо", "Фуміцукі", "Мацукадзе", "Юнагі", "Акігумо", "Ісокадзе", "Кадзагумо", "Сігуре", "Самідарэ"), близько 20 барж і допоміжні кораблі. Ідзюїн розділив свої сили на 2 з'єднання — транспортне (баржі та 3 есмінці ескорту) та підтримки (6 есмінців).

## Бій
Американці знали про спробу евакуації та надіслали на перехоплення 6 есмінців.
О 22:30 японське з'єднання підтримки зіткнулося з трьома американськими есмінцями («Селфрідж», «Шевальє», «О'Баннон»), що виходять із затоки Велья. З'єднанням командував капітан Френк Вокер. З боку острова Велья-Лавель підходили ще три есмінці («Ральф Талбот», «Тейлор», «Ла Валетт») під командуванням Гарольда Ларсона. Уокер не став чекати Ларсона і вирішив розпочати бій самостійно.
О 22:56, після серії маневрів, сторони обмінялися артилерійськими та торпедними ударами. Через невдалу побудову японських кораблів есмінцю «Югумо» довелося зробити ривок у бік супротивника, щоб відкрити директору вогню решті кораблів. Його торпеда потрапила до «Шевалья», викликавши вибух носового льоху. "О'Баннон", що йшов слідом, врізався в "Шевальє" і також виявився серйозно пошкоджений. Втім, «Югумо», зробивши свій ривок, опинився під сильним вогнем і, отримавши кілька попадань, у тому числі торпеду з «Селфріджа», затонув за лічені хвилини.
Ідзюїн скомандував перебудуватися та поставити димову завісу. А Вокер на вцілілому «Селфріджі» атакував транспортне сполучення японців і вступив у бій з «Сігуре» та «Самідаре». Він накрив їх артилерією, однак, отримавши торпедне влучення, був змушений вийти з бою.

## Результати бою
Коли до місця подій підійшли есмінці Ларсона, все вже було скінчено і їм залишалося тільки зняти тих, хто вижив із «Шевальє», і затопити його. Два інші есмінці зуміли дістатися бази.
Японці ж досягли Хораниу, зняли своїх солдатів і повернулися додому.